# 나의 즐거운 일기
나의 즐거운 일기(Caro Diario, Dear Diary)는 이탈리아에서 제작된 난니 모레티 감독의 1993년 드라마, 코미디 영화이다. 난니 모레티 등이 주연으로 출연하였고 안젤로 바바갈로 등이 제작에 참여하였다.

## 출연

### 주연
- 난니 모레티
- 지오바나 보졸로
- 세바스티아노 나르돈

### 조연
- 안토니오 페트로셀리
- 지울리오 바스
- 이탈로 스피넬리
- 칼로 마자쿠라티
- 제니퍼 빌즈

## 제작진
- 의상: 마리아 리타 바베라